# Gajamada
Gayamada (Gajah Mada, f. 1364)) fue un célebre militar y consejero del emperador Hayam Wuruk de Mayapajit. Fue, después del propio emperador, la persona más poderosa y popular de la corte, ostentando el título de patih o primer ministro.
Durante su vida el Imperio mayapajit ocupó la mayor parte del archipiélago indonesio y algunos territorios más allá de él, alcanzando su esplendor, precisamente gracias a la flota de Gayamada, que conquistó lugares desde zonas de Nueva Guinea al este hasta islas de Filipinas al norte, incluyendo territorios no identificados que incluso pudieran pertenecer a la costa noroeste de Australia.
A mediados del siglo XX su figura idealizada fue convertida por el nacionalismo indonesio en un héroe nacional, símbolo de la primera unificación del amplio país insular.

## Ascender al poder
No se sabe mucho sobre los primeros años de Gajamada, pero nació en una familia común. Algunas crónicas mencionan su carrera como comandante del Bhayangkara, una guardia real de élite para el rey de Majapahit y la familia real.
Cuando Rakrian Kuti, uno de los oficiales en Majapahit, se rebeló contra el rey Jayanegara (gobernó 1309-1328) en 1321, Gajamada y el entonces mahapatih Arya Tadah ayudaron al rey y su familia a escapar de la ciudad capital de Trowulan. Más tarde, Gajamada ayudó al rey a regresar a la capital y aplastar la rebelión. Siete años después, Jayanegara fue asesinado por el médico de la corte Rakrian Tanca, uno de los ayudantes de Rakrian Kuti.
Otra versión sugiere que Jayanagara fue asesinado por el propio Gajamada en 1328, quién había hecho arreglos para que el cirujano asesinara al rey mientras pretendía realizar una cirugía.
Jayanegara fue sucedido inmediatamente por su medio hermana Tribhuwana Wijayatunggadewi (gobernó 1328-1350). Fue bajo su dirección que Gajamada fue nombrado mahapatih (primer ministro) en 1329, después de la jubilación de Arya Tadah.
Como mahapatih bajo la reina Tribhuwana, Gajah Mada logró suprimir la rebelión de Sadeng y Keta en 1331.
Fue durante el gobierno de Gajamada como mahapatih, alrededor del año 1345, cuando el famoso viajero musulmán, Ibn Battuta, visitó Sumatra.

## El juramento Palapa y expansión del imperio
Se dice que durante su nombramiento como mahapatih bajo la reina Tribhuwanatunggadewi, Gajah Mada hizo su famoso juramento, el juramento Palapa o Sumpah Palapa. El juramento es descrito en el Pararaton (Libro de los Reyes), un relato sobre la historia de Java que data del siglo XV o XVI:
“Sira Gajah Mada pepatih amungkubumi tan ayun amukita palapa, sira Gajah Mada: Lamun huwus kalah nusantara Ingsun amukti palapa, lamun kalah ring Gurun, ring Seram, Tanjungpura, ring Haru, ring Pahang, Dompo, ring Bali, Sunda, Palembang, Temasek, samana ingsun amukti palapa “
"Gajah Mada, el primer ministro, dijo que no probaría ninguna especia. Dijo Gajah Mada: Si se pierde Nusantara (Nusantara= Nusa antara= territorios externos), no probaré "palapa" ("frutas y/o especias"). No lo haré si el dominio de Gurun, el dominio de Seram, Tanjungpura, el dominio de Haru, el dominio de Pahang, Dompo, el dominio de Bali, Sonda, Palembang, Tumasik, en cuyo caso nunca probaré ninguna especia."
Si bien a menudo se interpreta literalmente para significar que Gajah Mada no permitiría que su comida fuera condimentada (palapa es la combinación de pala apa= cualesquier especia/fruta) el juramento a veces se interpreta como que Gajah Mada se abstendría de todos los placeres terrenales hasta que  conquistara todo el archipiélago conocido para Majapahit.
Incluso sus amigos más cercanos dudaron al principio de su juramento, pero Gajah Mada siguió persiguiendo su sueño de unificar Nusantara bajo la gloria de Majapahit. Pronto conquistó el territorio circundante de Bedahulu (Bali) y Lombok (1343). Después envió la flota hacia el oeste para atacar los restos del reino talasocrático de Srivijaya en Palembang. Allí instaló a Adityawarman, un príncipe de Majapahit como gobernante vasallo del Minangkabau en Sumatra occidental.[cita requerida]
Entonces conquistó el primer sultanato islámico en el Sudeste Asiático, el Reino de Samudra Pasai, y otro estado en Svarnadvipa (Sumatra). Gajah Mada También conquistó Bintan, Tumasik (Singapur), Melayu (ahora conocido como Jambi), y Kalimantan.
Tras la dimisión de la reina Tribuwanatunggadewi en favor de su hijo, este, Hayam Wuruk (reinó 1350–1389) se convirtió en rey. Gajah Mada mantuvo su posición como mahapatih (Primer ministro) bajo el nuevo soberano y continuó su campaña militar expandiéndose hacia el este a Logajah,  Gurun, Seram, Hutankadali, Sasak, Buton, Banggai, Kunir, Galiyan, Selayar, Sumba, Muar (Saparua), Solor, Bima, Wandan (Banda), Ambon, Timor, y Dompo.
Así, puso efectivamente el moderno archipiélago indonesio bajo el control de Majapahit, el cual abarcó no sólo el territorio de la actual Indonesia, sino también Temasek (antiguo nombre de Singapur), los estados que comprenden la Malasia moderna, Brunéi, las Filipinas del sur y Timor Oriental.

## La Batalla de Bubat
En 1357, el único estado restante en rechazar  la hegemonía de Mahapajit era Sonda, en Java occidental, limítrofe con el reino de Majapahit. El rey Hayam Wuruk pretendió casarse con Dyah Pitaloka Citraresmi, una princesa sondanesa, hija del rey de Sonda. A Gajah Mada se le dio la tarea de ir a la plaza Bubat, en la parte norte de Trowulan, para dar la bienvenida a la princesa cuando llegó con su padre, y escoltarlos al palacio Majapahit.
Gajah Mada aprovechó esta oportunidad de reclamar la sumisión de Sonda a Majapahit. Mientras el rey de Sonda creía que el matrimonio real era una señal de nueva alianza entre Sonda y Majapahit, Gajah Mada pensaba de otra manera. Declaró que la princesa de Sonda no iba a ser recibida como la reina de Majapahit, sino meramente como concubina, como señal de sumisión de Sonda a Majapahit. Este malentendido llevó la vergüenza y hostilidad entre el séquito real, estallando una escaramuza, y la batalla se extendió por Bubat. El rey de Sonda con todos sus guardias así como el cortejo real fueron rodeados por las tropas de Majapahit, y posteriormente asesinados en la plaza Bubat. La tradición menciona que la princesa Dyah Pitaloka Citraresmi desconsolada, se suicidó.
Hayam Wuruk quedó profundamente impresionado por la tragedia. Cortesanos, ministros y nobles de Majapahit culparon a Gajah Mada de esta imprudencia, y las consecuencias brutales que esta llevó no fueron del gusto de la familia real de Majapahit. Gajah Mada quedó deshonrado y pasó el resto de sus días en su propiedad de Madakaripura en Probolinggo en Java oriental.
Gajah Mada murió en la oscuridad en 1364.: 240  El rey Hayam Wuruk consideró el poder que Gajah Mada había acumulado durante su tiempo como mahapatih demasiado para manejar por una sola persona. Por tanto, el rey repartió las responsabilidades que habían sido de Gajah Mada, entre cuatro nuevos mahamantri (ministros), lo que probablemente aumentó su propio poder. Se dice que el rey Hayam Wuruk fue un dirigente sensato, capaz de mantener la hegemonía de Majapahit en la región, obtenida durante el servicio de Gajah Mada. Sin embargo, Majapahit cayó lentamente en declive después de la muerte de Hayam Wuruk.

## Legado
Su reinado, como parte de la Indoesfera o región del sureste asiático bajo la influencia cultural de la India, ayudó al arraigo de esa indianización de la cultura javanesa a través de la difusión del Hinduismo y el sánscrito. Se tradujo al javanés el Mahabarata y el Ramayana y se generalizó el wayang kulit o teatro de sombras tradicional.
La casa real Blahbatuh en Gianyar, Bali, ha contado la historia idealizada de Gajah Mada en un baile de máscaras ritual desde el siglo XVI. La máscara de Gajah Mada ha sido protegida y manejada cada dos años para unir y armonizar el mundo, pues este ritual sagrado se pretende trae la paz a Bali.
El legado de Gajah Mada es importante para el nacionalismo indonesio, e invocado por el movimiento nacionalista indonesio de inicios del siglo XX. Los nacionalistas con anterioridad a la invasión japonesa, notablemente Sukarno y Mohammad Yamin, mencionaron a menudo el juramento de Gajah Mada y el Nagarakretagama como inspiración y una prueba histórica de la pasada grandeza indonesia — porque entonces los indonesios pudieron unirse por primera vez, a pesar del vasto territorio y varias culturas. Las campañas de Gajah Mada unieron las islas dentro del archipiélago indonesio bajo el gobierno de Majapahit, lo que fue utilizado por los nacionalistas indonesios para argumentar que una forma antigua de unidad había existido con anterioridad al colonialismo holandés. Así, Gajah Mada fue una inspiración importante durante la Revolución Nacional indonesia por la independencia de la colonización holandesa.
En 1942, sólo 230 indígenas indonesios habían estudiado educación superior. Los republicanos trataron de reparar la apatía holandesa y establecieron la primera universidad estatal, donde eran admitidos libremente los nativos indonesios pribumi. La Universidad Gadjah Mada, en Yogyakarta fue nombrada en honor a Gajah Mada y fue completada en 1945, teniendo el honor de ser la primera Facultad de Medicina abierta a indígenas. El primer satélite de telecomunicaciones lanzado por Indonesia se bautizó Satelit Palapa simbolizando su función de unir el país. Muchas ciudades en la moderna Indonesia tienen calles nombradas por Gajah Mada, como Jalan Gajah Mada y Jalan Hayam Wuruk. Hay una marca de volantes de bádminton que lleva su nombre también.